# Thyrocopa gigas
Thyrocopa gigas là một loài bướm đêm thuộc họ Oecophoridae. Nó là loài đặc hữu của Kauai, Oahu, Molokai và Maui. Tuy nhiên, có lẽ nó đã tuyệt chủng ở Oahu, nơi hai tiêu bản con đực được sưu tập năm 1892 nhưng từ đó không có tiêu bản nào được sưu tập.
Chiều dài cánh trước là 17–23 mm. Con trưởng thành bay ít nhất từ tháng 4 đến tháng 9.